# Lista postaci cyklu Dziedzictwo
Jest to lista postaci cyklu Dziedzictwo, serii fantasy napisanej przez Christophera Paoliniego.

## Ważniejsze postacie

### Eragon
Eragon – znany też jako Cieniobójca i Argetlam (Srebrna Ręka). Syn Seleny i Broma, wnuk Cadoca, a także przyrodni brat Murtagha, kuzyn Rorana. Urodził się pod koniec zimy lub na początku wiosny w Carvahall w Dolinie Palancar. Został wychowany przez ciotkę Marian i wuja Garrowa. Prawdopodobnie jego wuj nauczył go strzelać z łuku i polować na zwierzynę.
Na jednym z polowań, gdy miał 15 lat, wziął niebieski kamień, nie wiedząc, że jest to jajo smoka. Z jaja potem wykluła się Saphira, wybierając go w ten sposób na swego Jeźdźca. Eragon ukrywał smoczycę w tajemnicy i opiekował się nią. Pewnego dnia do Carvahall przyjechali nieznajomi i wypytywali się o niebieski kamień. Byli to Ra’zacowie. Saphira, bojąc się o życie Eragona, porywa go na jakąś polanę w Kośćcu. Następnego dnia wracają do domu, ale okazuje się, że został zniszczony. Młody Jeździec wygrzebuje swojego wuja i próbuje go zanieść do miasta, niestety traci przy tym przytomność. Odzyskuje ją w domu Gertrude – uzdrowicielki, natomiast jego wuj jest u Horsta, kowala w Carvahall. Wkrótce Garrow umiera, a Eragon próbuje uciec z miasteczka. Za domem garbarza Gedrica (od którego ukradł skórę) zatrzymuje go Brom, który wie, że chłopiec ma smoka. Eragon opowiada mu o tym jak znalazł jajo i co się potem wydarzyło. Potem chłopak wraz z Bromem i Saphirą uciekają z miasta w poszukiwaniu Ra’zaców, gdyż chłopak obiecał sobie, że za wszelką cenę ich pomści za śmierć swojego wuja.

### Roran
Roran – kuzyn Eragona i Murtagha, syn Garrowa oraz Marian, wnuk Cadoca, a także bratanek Seleny. Urodził się dwa lata przed Eragonem prawdopodobnie w Carvahall. Opuścił wioskę zatrudniając się w młynie w Therinsford, aby zarobić trochę pieniędzy, żeby oświadczyć się swej ukochanej Katrinie, córce miejscowego rzeźnika, Sloana. Po bitwie o Carvahall zostaje nazwany „Młotoręki”, bo walczył młotem.
Po otrzymaniu wiadomości o tym, że jego ojciec zginął, a ich farma została zniszczona i o tym, że Eragon uciekł, Roran powraca do Carvahall. Po powrocie staje przed wieloma problemami. Okazuje się, że wioska jest okupowana przez Ra’zaców wraz z oddziałem wojsk imperialnych, a poszukują oni właśnie jego, żeby dowiedzieć się gdzie jest Eragon. Próbuje ukryć swą tożsamość szukając schronienia w górach, Kośćcu. Gdy jeden z mieszkańców wioski zostaje zamordowany przez żołnierza, Roran jest pewny, że musi coś zrobić. Pomaga mieszkańcom Carvahall w walce przeciwko Ra’zacom i żołnierzom. Mieszkańcy wygrywają, ale to zapewnia bezpieczeństwo wioski tylko na pewien czas. Po kilku dniach znowu „monstra” znowu wracają, ale z większą grupą żołnierzy. Roran zastanawia się, czy mają się bronić, czy uciekać z wioski. W tym czasie Sloan zdradza mieszkańców przy czym on i jego córka Katrina, zostają porwani.
Odtąd robi wszystko, aby ją uwolnić, lecz wielu mieszkańców Carvahall oskarża go, że to przez niego muszą cierpieć. W swej charyzmatycznej przemowie Roran przekonuje większość z nich tak, że udają się z nim na wygnanie do Surdy, jedynego kraju, który sprzeciwia się Galbatorixowi i Imperium. Mieszkańcy wioski szczęśliwie docierają do portowego miasta, Teirmu, gdzie spotykają kupca Jeoda Laskonogiego. Po spotkaniu z nim i przekonaniu się, że jest godny zaufania, Roran decyduje się wziąć największy okręt w porcie i popłynąć do Surdy.
Znajduje okręt „Smocze Skrzydło” i wraz z Jeodem, jego żoną oraz mieszkańcami Carvahall płynie do Surdy, tam zastaje ich wojna. Bitwa na Płonących Równinach (ang. Battle of the Burning Plains) toczy się między połączonymi siłami Surdy, Vardenów i urgali walczących z siłami Galbatorixa. Pod koniec bitwy przy pomocy swego młota zabija Bliźniaków. Spotyka Eragona, który jednak bardzo cierpi z powodu przegranej z Murtaghiem. Roran proponuje mu, aby pomógł odbić Katrinę z rąk Ra’zaców, na co zgadza się.
Roran wraz z Eragonem i Saphirą wyruszają do Helgrindu, gdzie jest kryjówka Ra’zaców. Widzą oni jak ludzie z Dras-Leony odprawiają rytuał na ołtarzu pod górą. Następnego dnia wlatują do środka góry, gdzie zostają zaatakowani przez Ra’zaców i Lethrblaki. Saphira zabija Lethrblaki, a Roran jednego Ra’zaca. Potem uwalnia Katrinę z celi. Dowiaduje się od Eragona, że Sloan, ojciec Katriny, nie żyje, co jest nieprawdą. Katrina i Roran uciekają na grzbiecie Saphiry do Surdy. Po kilku dniach Roran i Katrina pobierają się, a ślubu udziela im Eragon.
Po nocy poślubnej Roran wyruszył w swą pierwszą misję. Został przydzielony do oddziału kapitana Martlanda Rudobrodego, wygnanego hrabi Thun. W oddziale zaprzyjaźnił się z magiem Carnem, którego zadaniem było chronić wojowników przed atakiem magicznym. W pierwszej potyczce Roran przyczynił się do zwycięstwa poprzez przedarcie się przez ochronny krąg karawany z zaopatrzeniem dla Imperium. Podczas ataku Roran zadrapał swą łydkę wolim rogiem, przez co mimo pomocy Carna, przez tydzień nie mógł utrzymywać ciężary ciała na zranionej nodze. Podczas drugiej potyczki oddział Martlanda zmierzył się z ludźmi bez bólu i poniósł bardzo duże straty. Sam dowódca zaś stracił dłoń i przestał być zdolny do walki.
Druga misja była pod przywództwem Edrica. Ich misją było odbicie zajętej przez Galbatorixa wioski. Roran sprzeciwił się rozkazowi kapitana i choć uratował swoje wojska przed zagładą, oraz wygrał bitwę za niesubordynację po powrocie odpowiedział na swoje czyny przed Nasuadą. Dała mu wybór: albo otrzyma trzydzieści batów i zostanie odprawiony z szeregów vardeńskich, albo otrzyma ich pięćdziesiąt i pozostanie w służbie czynnej. Roran wybrał to drugie. Po wymierzeniu kary, jego ranami zajęły się Trianna i Angela, a Nasuada dała mu dowództwo oddziału.
Roran walczył również w „zapasach” z urgalem który nie chciał przyjąć jego dowodzenia. Pokonał go przygniatając do ziemi i zmuszając do poddania co ugodziło w godność urgala.
Podczas oblężenia Feinster szedł w pierwszym szeregu. Tam też dowiedział się, że ojcem Eragona był Brom. W Belatonie które było kolejnym miastem które zajęli Vardeni na Rorana zawalił się mur. Na szczęście znalazł się w odpowiednim miejscu i przeżył.

### Brom
Brom – syn Holcomba i Neldy, iluminatorów pochodzących z Kuasty, gdzie też się urodził. Był Smoczym Jeźdźcem, miał szafirową smoczycę o imieniu Saphira, która została zabita przez Morzana. Brom uczył się u Oromisa, gdy stał się Smoczym Jeźdźcem. Zabił trzech Zaprzysiężonych i był odpowiedzialny za śmierć pięciu innych. Założył Vardenów i kierował nimi przez kilka lat, po czym przeniósł się do Doliny Palancar, dokładniej do wioski Carvahall. Odnalazł jajo, które wykradł pewien Varden z pałacu Galbatorixa. Jajo znalazł też Morzan, który został przez niego pokonany. W Dziedzictwo II okazuje się, że romansował z Seleną, gdy szpiegował na dworze Morzana. Wychodzi na jaw, że Eragon jest właśnie jego synem. Okazuje też się, że ojcostwo Broma było jednym z owych sekretów wyjawionych Saphirze.
Po wielu latach wyrusza z Eragonem i Saphirą na poszukiwania Ra’zaców. W czasie drogi szkoli Eragona, uczy go podstaw magii i walki, tak by chłopak mógł przetrwać. Gdy jeden z Ra’zaców próbuje zabić Eragona, ten osłonił go swym ciałem i odniósł śmiertelne rany. Umiera parę dni później w rękach ucznia. Przed śmiercią wyjawił chłopakowi, że sam był Smoczym Jeźdźcem, podaje siedem słów w pradawnej mowie, radząc by użył ich w wielkiej potrzebie, pobłogosławił go. Wiadomo też, że zanim śmiertelnie go zraniono, wyjawił parę sekretów Saphirze, jednak ta obiecała nie mówić o nich Eragonowi, jeśli nie zajdzie taka potrzeba, a niektórych nigdy nie wyjawi. Został pochowany wraz z laską i mieczem na niewielkim wzgórzu w kamiennym kurhanie. Potem Saphira zamieniła kurhan w diamentowy grobowiec. Na grobowcu w kamieniu były zrobione przez Eragona runy, które znaczą:

### Murtagh
Murtagh – syn Morzana i Seleny, wnuk Cadoca, a także przyrodni brat Eragona, kuzyn Rorana. Dla niego wykluwa się rubinowy smok i staje się Jeźdźcem. Jego smok to Cierń. Obaj musieli złożyć przysięgę posłuszeństwa Galbatorixowi w pradawnej mowie.
Murtagh dorósł w zamku przy swoim grubiańskim ojcu. Pewnego razu, gdy Morzan był pijany, wściekł się i rzucił w Murtagha swój miecz. Zar’roc pozostawił mu na plecach bliznę. Gdy Morzan zginął, wyruszył do pałacu, gdzie został wychowany i wykształcony. Pomimo że jego życie było zawsze zagrożone, gdy miał około 18 lat, uciekł.
Murtagh dołącza do Eragona i Saphiry po napaści Ra’zaców. Obaj, po śmierci Broma, udali się do Gil’eadu, by odnaleźć człowieka imieniem Dormnad, który wiedział jak trafić do Vardenów. Gdy Eragon trafia tam do więzienia Murtagh wraz Saphirą pomagają Eragonowi w ucieczce, jednocześnie uwalniając elfkę Aryę. Towarzyszy on Jeźdźcowi, smoczycy i chorej elfce aż do siedziby Vardenów. Tam Murtagh zdradza Eragonowi tajemnicę swojego pochodzenia. Uczestniczy w bitwie w Farthen Dûr. Trzy dni po bitwie Murtagh zostaje porwany przez Bliźniaków. W bitwie na Płonących Równinach występuje jako tajemniczy Smoczy Jeździec, który walczy z Eragonem na ziemi niczyjej niedaleko Surdy i wygrywa z nim. Okazuje się, że Galbatorix nauczył go tajników magii i zmusił do służby. W ostatnich momentach pojedynku okazuje się, iż jest on starszym bratem Eragona, synem Morzana i Seleny. Murtagh zabiera Eragonowi czerwony miecz Morzana, Zar’roca, mówiąc, że należy się on najstarszemu synowi Morzana, a nie najmłodszemu, choć dzieli ich niewielka różnica wieku. Murtagh był starym przyjacielem Eragona w cyklu Eragon.

### Arya
Arya (utytułowana Arya Dröttningu) – elfka, która jest córką królowej Islanzadí, władczyni Ellesméry i zmarłego króla Evandara, a także ambasadorką elfów. Posiada długie czarne włosy, lekko skośne ciemnozielone oczy, jest szczupła, wysoka i ma wytatuowaną yawë (więź zaufania). Córka Islanzadí i Evandara, który zginął w bitwie. Została wybrana na smoczą kurierkę. Świetnie włada mieczem i łukiem, a także magią. Ma ona około 100 lat. Kiedy dała sobie wytatuować yawë, jej matka wygnała ją z dworu Tialdarí. Nie jada mięsa jak każdy elf. Przypuszcza się, że przed śmiercią Faolina była jego partnerką. Zostaje porwana przez złego Cienia, Durzę. Ukazywała się w snach Eragona, który widział ją zamkniętą w celi. Uratował ją w Gil’eadzie razem z Murtaghiem. Potem została zawieziona do Farthen Dûru przez Eragona w towarzystwie Murtagha i Saphiry, aby zostać wyleczona z trucizny Durzy. Jest bardzo piękna. Eragon pokochał ją i wyznał jej to podczas Ageti Blödhren, Święta Przysięgi Krwi. Jednak nie odwzajemnia jego uczucia, traktuje go jak przyjaciela. Od tej pory ich stosunki się oziębiły, a sama Arya odjechała z poselstwem do Vardenów. Uczestniczyła w bitwie o Farthen Dûr przeciwko Imperium (Urgalom i Durzy), w bitwie na Płonących Równinach, w oblężeniu Dras-Leony, w bitwie o Uru’baen. W trzeciej części Dziedzictwa po wyprawie Eragona do Helgrindu, wyrusza go odszukać, znajduje go w gospodzie, po czym wspólnie wracają do Vardenów. Pod koniec tomu wraz z pomocą Eragona zabija cienia Varauga. W I Księdze Dziedzictwa stosunki Eragona i Aryi się ocieplają i zaczynają się do siebie zbliżać, przez co elfka bardzo chce towarzyszyć Eragonowi w wyprawie na Vroengard. Natomiast w II tomie można zobaczyć, że Arya powoli zaczyna czuć to samo do Eragona, co on do niej. Wyznają sobie swoje prawdziwe imiona i stają się sobie bliżsi. Na końcu książki, kiedy Eragon musi odejść i chce coś powiedzieć elfce, ona ma zamiar mu przeszkodzić, bo pragnie coś wyznać. Jak udało się dowiedzieć od Christophera Paoliniego, chodziło jej o wyznanie miłości. Elfka przewidziała jednak, że tak się stanie i mu nie przeszkodziła z obawy, że kiedy odwzajemni te słowa (w pradawnej mowie nie można kłamać), nie wytrzymają rozłąki i to ich zniszczy.

### Nasuada
Nasuada – córka Ajihada. Bierze udział w bitwie o Farthen Dûr. Po śmierci jej ojca zostaje przywódczynią Vardenów – wybiera ją Rada Starszych. Podejmuje decyzję o przyniesieniu buntowników do Surdy, gdzie Vardeni przygotowują się do bitwy. Po tym jak Elva ratuje jej życie (przez uniemożliwienie zamachu) w Aberonie – stolicy Surdy – Nasuada przydziela jej rolę swojego ochroniarza.

### Galbatorix
Galbatorix – samozwańczy, okrutny król krainy Alagaësii.
Jako mały chłopiec został wyszkolony na Smoczego Jeźdźca. Podczas nierozsądnej wyprawy urgale zabiły jego smoczycę Jarnunvösk. Po długiej tułaczce Galbatorix wrócił i zażądał kolejnego smoka, ale Jeźdźcy mu go odmówili. Przekonany o niesprawiedliwości decyzji Rady wykradł jajo czarnego smoka imieniem Shruikan. Zaklęciami zmusił go do wyklucia się dla niego oraz posłuszeństwa i rozpoczął wojnę z innymi Jeźdźcami. Wspomogła go garstka zdrajców, nazywających siebie Zaprzysiężonymi, na których czele stał Morzan. W końcu Galbatorixowi udało się z pomocą czarnej magii zniszczyć Smoczych Jeźdźców i zabić ich przywódcę, Vraela. Następnie ogłosił się królem Alagaësii i przesiadywał w Urû'baen, gdzie miał swój pałac. Podczas finałowej walki Eragon sprytnym zaklęciem zmusza Galbatorixa by przypomniał sobie wszystkie krzywdy, które wyrządził innym podczas swoich rządów. Król jest zdruzgotany tym, czego się dowiedział, a do kresu doprowadza go widok śmierci Shruikana, należącego do niego smoka. Ranny, pchnięty mieczem przez Eragona, popełnia samobójstwo, zamieniając materię swego ciała w energię.

## Smoczy Jeźdźcy

### Oromis
Oromis – znany też jako „Osthato Chetowä” (Mędrzec w Smutku Pogrążony) i „Togira Ikonoka” (Kaleka Uzdrowiony). Elf o srebrnych włosach i migdałowych oczach.
Urodził się w Luthvírze, mieście elfów zbudowanym w Srebrnej Puszczy nad jeziorem Tüdosten, zniszczonym przez Galbatorixa i Zaprzysiężonych. Mając dwadzieścia lat został wybrany przez Glaedra na swojego Jeźdźca. Był jednym z tych, którzy odmówili Galbatorixowi drugiego smoka. Nauczał Broma, Morzana. Zasiadał w Radzie Smoczych Jeźdźców. Zaprzysiężeni podczas jego niewoli zniszczyli w nim coś przez co jest w stanie rzucać tylko zaklęcia wymagające śladowej ilości energii. Mimo swych przypadłości potrafił jednak nauczać. Był dobrym, cierpliwym nauczycielem. Po upadku Jeźdźców zamieszkał w Ellesmérze na skałach Tel’naeir w małej chatce. Oromis został zabity przez Galbatorixa za pośrednictwem Murtagha.
Został drugim mistrzem Eragona, nauczał go w stolicy elfów. Po raz pierwszy przemówił do Eragona za pomocą myśli i zaprosił go do siebie, a stało się to po bitwie o Farthen Dûr.

### Anurin
Anurin – dowódca Smoczych Jeźdźców, poprzednik Vraela, podczas panowania króla Palancara. Był elfim Jeźdźcem. Przekonał elfią królową Tarmunorę, by włączyła ludzi do paktu między elfami a smokami, jednocześnie umożliwiając ludziom zostanie Jeźdźcami. Później pokłócił się z następczynią Tarmunory, Dellanirą. W wyniku tego sporu Anurin odrzucił władzę elfów i osiadł wraz z Jeźdźcami we Vroengardzie.

### Eragon (elf)
Eragon – pierwszy Smoczy Jeździec i pierwszy Dowódca Jeźdźców. On i jego biały smok, Bid’Daum, utworzyli przymierze między elfami a smokami.
Eragon, w czasie wojny elfów ze smokami, znalazł jajo, z którego później wykluł się smok. Elf postanowił go zatrzymać i nazwał go Bid’Daum. Elf i smok złączeni magiczną mocą zawsze byli razem. Postanowili oni przeciwstawić się wojnie, która pochłonęła wiele ofiar. Eragon i Bid’Daum stali się pośrednikami między obiema rasami.
Imię Eragon znaczy „być pochodnym od smoka” (ang. be derived from dragon), natomiast Bid’Daum jest widocznie Muad’Dib przeliterowany od tyłu.

### Vrael
Vrael – ostatni przywódca Smoczych Jeźdźców. Według Broma był jedynym, który mógł stawić czoła Galbatorixowi. Jednak podczas walki Vraela z Galbatorixem przed bramami Dorú Areaby Vrael zawahał się przed zabiciem. Chciał ratować wszystko co mógł i nie chciał bezpośrednio zabić jeszcze jednego smoka. Vrael przegrał walkę, ale zdołał uciec do warowni Jeźdźców na górze Utgard. Galbatorix poleciał tam. Podczas walki kopnął go w krocze i ściął jego głowę płonącym mieczem.

## Smoki

### Saphira
Saphira – szafirowa smoczyca, która na swojego Smoczego Jeźdźca wybrała Eragona. Zwana też Bjartskular (Jasnołuska).
Będąc jeszcze niewykluta, została ukradziona przez Galbatorixa i była trzymana w jego pałacu. Varden imieniem Hefring z Furnostu wykradł jajo, ale gdzieś zniknął. Morzan odnalazł go, zabił i odebrał jajo. Później, w Gil’eadzie, Brom zabił Morzana i zabrał jajo oraz Zar’roca, miecz pokonanego. Smocza kurierka, Arya, transportowała jajo z jednego miasta elfów do drugiego, gdy Durza zaplanował na nią pułapkę. Arya przeniosła jajo za pomocą czarów do Broma, jednak zostało ono przekierowane przez Eldunari z Krypty Dusz do Kośćca, gdzie Eragon polował. Chłopak zabrał jajo, myśląc, iż to jest kamień. Potem wykluwa się właśnie dla niego.
Brom przekazał jej kilka informacji, które zdradzi swojemu Jeźdźcowi, gdy będzie to potrzebne. Smok Broma też nazywał się Saphira i był szafirowy. Saphira posiada wiele zdolności magicznych, przemieniła kamienny kurhan w diamentowy grobowiec. Dodatkowo jak każdy smok uwielbia zagadki i jest odrobinę próżna – uwielbia potwierdzenia, że wygląda pięknie i groźnie.

### Glaedr
Glaedr – złoty smok Oromisa, który tak jak jego jeździec został okaleczony – miał odrąbaną lewą przednią nogę. Ma już kilkaset lat. Nauczał on Saphirę. Glaedr oddał swoje Eldunarí Eragonowi i Saphirze. Ginie w walce zaraz po śmierci swojego jeźdźca (Oromisa zabija Galbatorix za pośrednictwem Murtagha). Jego dusza wciąż żyje w Eldunarí.

### Cierń
Cierń (ang. Thorn) – rubinowy smok należący do Murtagha, przyrodniego brata Eragona. Smok wraz z Murtaghiem walczył z Eragonem i Saphirą podczas bitwy na Płonących Równinach. Po zaciętej walce Murtagh pokonał wyczerpanego brata i zabrał miecz, który należał do Morzana. Ponoć jego błona na skrzydłach była koloru czerwonego wina trzymanego pod świecą. Mimo swojego młodego wieku, był już w stanie zionąć ogniem, ponieważ Galbatorix używając czarnej magii przyśpieszył jego wzrost, lecz tylko na wierzchu, jego umysł to mózg pisklaka w dorosłym ciele. Musiał złożyć przysięgę posłuszeństwa Galbatorixowi w pradawnej mowie.

### Bid’Daum
Bid’Daum – biały smok, który należał do pierwszego Smoczego Jeźdźca – elfa Eragona.
Eragon, w czasie wojny elfów ze smokami, znalazł jajo, z którego później wykluł się smok, elf postanowił go zatrzymać. Nazwał go Bid’Daum. Elf i smok złączeni magiczną mocą zawsze byli razem. Postanowili oni przeciwstawić się wojnie elfów ze smokami, która pochłonęła wiele ofiar. Eragon i Bid’Daum stali się pośrednikami między obiema rasami.

### Shruikan
Shruikan – czarny smok, fałszywie przejęty magią przez Galbatorixa.
Właściciel Shruikana został zabity przez Galbatorixa i Morzana, podczas kradzieży pisklęcia. Jego więź z Galbatorixem nie jest taka jak Eragona i Saphiry. Jest tylko nędzną kopią tego co łączy Jeźdźca z jego własnym smokiem.

### Fírnen
Fírnen – zielony smok, który wykluł się dla Aryi po upadku Galbatorixa. Jego jajo przez długi czas leżało w skarbcu króla. Kochanek Saphiry; pod koniec książki oba smoki są zmuszone do rozstania na zawsze, co mocno przeżywają.

## Krasnoludy

### Orik
Orik – krasnolud, przyjaciel Eragona należący do klanu Dûrgrimst Ingeitum. Adoptowany przez Hrothgara, gdy jego rodziców zabrała zaraza. Przyrzeczony Hvedrze, córce swojej ciotki Vardrûny. Został wysłany w podróż z Eragonem, Saphirą i Aryą do stolicy elfów, Ellesméry, by doglądać paktu zawartego między elfami i Vardenami dotyczącego wyszkolenia Jeźdźców. Jako jedyny krasnolud w dziejach latał na smoku. Walczył w bitwie na Płonących Równinach. Kilka miesięcy po bitwie został wybrany na króla Krasnoludów.

### Hrothgar
Hrothgar – został on wybrany spośród przywódców wszystkich klanów po śmierci poprzedniego króla i mimo iż każdy z trzynastu klanów ma swego władcę wszyscy są podporządkowani właśnie królowi. Sam Hrothgar pochodzi z Dûrgrimst Ingeitum, klanu metalurgów i kowali, nad którym osobiście też włada. Swoją siedzibę ma w największym mieście krasnoludzkim, Tronjheimie, wewnątrz wulkanu Farthen Dûr. Hrothgar jest znany ze swej mądrości i ostrożności, musi bowiem zachowywać pokój pomiędzy wszystkimi klanami. Lecz jak to powiada jego przybrany syn, Orik, jest skłonny do gniewu.
Pokłada on swe zaufanie w Ajihadzie, przywódcy Vardenów, oraz w Smoczych Jeźdźcach, gdyż są to jedyne siły, które mogą utrzymać ludzi i krasnoludy razem w wojnie z Imperium. Jest on czterdziestym drugim królem krasnoludów i zasiadał na swym tronie przez ponad wiek, co czyniło go wiekowym nawet wedle rachuby jego rasy. Jakby nie zważając na swój wiek Hrothgar jest niesamowicie silny, jak to można było zobaczyć w bitwie pod Farthen Dûr, gdzie walczył swym młotem Volundem, wykutym przez Korgana, pierwszego króla krasnoludów. Będąc mądrym w sojuszach i twardym na polu bitwy, był pomocnym przyjacielem Eragona, on też przyjął Eragona do Dûrgrimst Ingeitum.
Przybywa wraz z armią krasnoludów i walczy na Płonących Równinach wraz z Vardenami, urgalami i wojskami Surdy przeciwko Imperium. Zostaje jednak zabity przez Smoczego Jeźdźca, Murtagha. Hrothgar chciał umrzeć w uczciwej walce, a nie zabity przez magię.

## Ludzie

### Ajihad
Ajihad – przywódca Vardenów i ojciec Nasuady. Pomaga Eragonowi w walce z królem Galbatorixem i walczy w bitwie o Farthen Dûr. Kilka dni po wojnie zostaje otoczony i zabity przez urgali. Jego ostatnie słowa wypowiedziane do Eragona brzmiały „Przyrzeknij, że... że nie pozwolisz, by wśród Vardenów zapanował chaos”. Potem jego córka została przywódcą Vardenów. Urgale nazywały go Nocnym Łowcą.

### Angela
Angela – zielarka, która prowadziła kram z ziołami w Teirmie. Jest osobą niską, ma kręcone włosy oraz znacznie starsza niż wygląda. Jest postacią barwną i ekscentryczną. Przepowiedziała Eragonowi i jego matce – Selenie – przyszłość z kostek smoka. Jej towarzyszem jest kotołak, Solembum, z którym wyruszyła do Tronjheimu. Brała udział w bitwie o Farthen Dûr, posługując się niezwykłą bronią, hûthvírem. Przed bitwą na Płonących Równinach otruła żołnierzy Galbatorixa dosypując im do jedzenia wilcze jagody i inne trujące zioła.

### Angrenost
Angrenost – ostatni władca Królestwa Broddring z rodu Langfeldów. Obalony przez Galbatorixa, który przejął jego tron i tytuły.

### Elva
Elva – dziewczynka, która uratowała życie Nasuady. Jako niemowlę została przeklęta przez pomyłkę, przez Eragona (który chciał ją pobłogosławić) słowami „Atra gulíä un ilian tauthr ono un atra ono waíse skölir frá rauthr”, co znaczy „Niechaj dobry los i szczęście stale ci sprzyjają i bądź ochroną od złego”. O prawdziwym znaczeniu fragmentu „i bądź ochroną ode złego” (Eragon podczas dawania Elvie błogosławieństwa nie znał dobrze pradawnej mowy) dowiedział się od Oromisa i przyrzekł sobie, że zdejmie zły czar z Elvy. Saphira dotknęła pyskiem dziewczynkę między oczy, pozostawiając srebrne znamię, podobne jak na dłoni Eragona. W „Brisingr” podejmuje próbę dotrzymania przysięgi, jednak jego sukces jest połowiczny – Elva nadal słyszy głosy cierpiących, ale nic nie zmusza ją do pomagania im.

### Jeod Laskonogi
Jeod Laskonogi (ang. Jeod Longshanks) – bogaty kupiec w Teirmie i dawny przyjaciel Broma. Ma też młodą żonę, Helen, która przywykła do luksusów i źle znosi upadek finansowy męża, lecz mimo to wyrusza z nim w podróż do Surdy.
Jeod jako jeden z Vardenów wraz z Bromem wykradli smocze jajo Galbatorixowi. Od tego czasu pozostał w Teirmie jako kupiec, wciąż jednak będąc agentem Vardenów i pomagał im m.in. wysyłając zaopatrzenie swoimi statkami. Lecz Imperium musiało to odkryć, gdyż od pewnego czasu wszystkie jego statki ginęły na morzu, co sprowadziło na niego kłopoty i bankructwo. Podczas poszukiwań Ra’zaców Brom wraz z Eragonem spotykają go i proszą o pomoc w odnalezieniu wszystkich dostaw oleju Seithr, którego używali Ra’zacowie. Jeod pomaga im włamać się do archiwum z listami towarów sprzedawanych przez Teirm.
Po kilkunastu miesiącach Jeod spotyka Rorana poszukującego transportu do Surdy i mimo swej ciężkiej sytuacji finansowej pomaga im zdobyć transport, czyli wykraść imperialny statek „Smocze Skrzydło”. Razem z nimi wyrusza w podróż na południe. To on jest pomysłodawcą planu, aby przepłynąć przez wielki wir morski, „Oko Dzika” i w ten sposób uciec imperialnym korwetom. Podczas bitwy na Płonącej Równinie pomaga Vardenom wraz z mieszkańcami Carvahall.

### Jörmundur
Jörmundur – drugi dowódca wojsk Vardenów. Był prawą ręką Ajihada, a potem jego córki, Nasuady. Dowodził batalionem w bitwie o Farthen Dûr, kontrolował zastęp Eragona. Był ważny dla Ajihada, Nasuady i Vardenów. Był mądry i potrafił walczyć. Należy również do Rady Starszych.

### Garrow
Garrow – wuj Eragona i ojciec Rorana. Miał żonę Marian. Matka Eragona była jego siostrą. Jako że Eragon nie miał rodziców jest też jego opiekunem. Mieszkał w wiosce Carvahall aż do czasu wydarzeń związanych z odnalezieniem smoczego jaja przez Eragona, kiedy to został zaatakowany przez Ra’zaców, a później zginął wskutek obrażeń doznanych w trakcie tortur zadanych mu przez wysłanników Imperium, którzy chcieli poznać miejsce pobytu Eragona i Saphiry.

### Horst
Horst – syn Ostreca, kowal, ma dwóch synów, Albriecha i Baldora oraz żonę, Elaine, która była brzemienna. Miał muskularne ręce, włochatą, umięśnioną pierś i czarną, krzywo przystrzyżoną brodę wokół kanciastego podbródka.
Zapłacił za mięso, gdy Sloan się wściekł na Eragona, że przynosi coś z Kośćca. Na wiosnę Eragon miał odpracować za mięso. Gdy przybyli Ra’zacowie z żołnierzami, którzy poszukiwali Rorana, Horst nie powiedział, gdzie on jest. Potem walczył z żołnierzami i robił barykadę z pni drzew z innymi mieszkańcami. Razem z rodziną opuścił Carvahall, aby udać się do Surdy.

### Katrina
Katrina – córka Sloana i Ismiry. Zakochana w Roranie, który się udaje do pobliskiego miasteczka by pracować u młynarza i zarobić pieniądze, które być może pomogą zdobyć pozwolenie Sloana na zaręczyny. Ma szesnaście lat.
Po ataku Ra’zaców Roran traci dom, co uniemożliwia uzyskanie zgody ojca Katriny na ślub. Dlatego zaręczają się bez zgody Sloana. Gdy rzeźnik się o tym dowiaduje idzie do Ra’zaców i zdradza mieszkańców wioski. Przez jego informacje Ra’zacowie usiłują porwać Rorana, gdy im to się nie udaje, porywają Katrinę. Sam Sloan też zostaje porwany. Eragon przyrzeka Roranowi, że wraz z nim odbije Katrinę od Ra’zaców i ich zabije. Później gdy Katrina została uwolniona, poślubia Rorana i zamieszkuje z nim pomiędzy Vardenami. W ostatniej części – „Dziedzictwie” – ma z Roranem córkę, Ismirę.

### Palancar
Palancar – pierwszy władca Królestwa Broddring. Osiemset lat przed wydarzeniami opisanymi w Eragonie Palancar wylądował z całą flotą na wybrzeżu Alagaësii. Wraz ze swoimi ludźmi przeczesywał kraj w poszukiwaniu miejsca do życia, aż w końcu osiadł w Dolinie Palancar (nazwano ją tak na cześć króla), zaczynając budować potężne państwo. Wypowiedziawszy wojnę elfom, trzy razy atakował, za każdym razem przegrywając. Przerażeni możnowładcy podpisali traktat pokojowy z elfami i zdetronizowali Palancara, ten jednak wraz z wasalami odmówił opuszczenia doliny. Aby nie uciekł, możnowładcy zbudowali wieżę strażniczą Ristvak’baen, na długi czas odcinając dolinę od świata zewnętrznego. Wkrótce Palancar zginął z ręki syna, zapoczątkowując rodzinną tragedię, trwającą do dziś. Potomkami króla Palancara są Roran, Murtagh i Eragon.

### Orrin Langfeld
Orrin Langfeld – władca niezależnego państwa Surdy. Syn Larkina z rodu Langfeldów, potomek Thanebranda Dawcy Pierścienia. Mieszka w pałacu Borromeo w Aberonie, stolicy Surdy. Podjął decyzję o przyjęciu Vardenów do swego kraju i tym samym sprzeciwił się potężnemu królowi Galbatorixowi. Uczestniczył w bitwie na Płonących Równinach. Jego pasją są przeróżne doświadczenia chemiczne, a zwłaszcza te najbardziej ryzykowne.

### Selena
Selena – matka Eragona i Murtagha, córka Cadoca, żona Morzana i kochanka Broma. Zostawiła Eragona tuż po jego urodzeniu u swojego brata, Garrowa i jego żony, Marian. Po urodzeniu syna odeszła z Carvahall. Wróciła do Urû'baenu, gdzie zmarła po trzech miesiącach. Władała magią. Prawdopodobnie to jej Angela przepowiedziała przyszłość z kostek smoka i do niej odezwał się Solembum. Przepowiedziana jej przyszłość była bardzo ponura i bolesna, Angela wspomniała, że wątpi, czy Selena w nią uwierzyła, a przynajmniej nie od razu.

### Sloan
Sloan – rzeźnik, syn Aldena, ojciec Katriny. Od samego początku źle odnosi się do Eragona i wydaje go Ra’zacom, gdy ci pytają o niego we wiosce. Nienawidzi Kośćca, bo tam rzuciła się z wodospadu Igualda jego żona, Ismira.
Sprzeciwia się, by Roran pojął za żonę Katrinę, a gdy młodzi mimo to ogłaszają swe zaręczyny, wydziedzicza ją. Podczas oblężenia wsi przez Ra’zaców i żołnierzy Imperium dopuszcza się zdrady, wpuszczając intruzów do miasta. Ostatecznie zostaje zabrany przez Ra’zaców, gdy ci porywają Katrinę. Zostaje uratowany przez Eragona, jednak Jeździec nakłada na niego przekleństwo: Sloan ma podążyć za wszelką cenę do lasu elfów i tam pozostać. Nie może też już nigdy oglądać córki. Jako że słudzy Galbatorixa oślepiają go, Eragon przyrzeka (Sloan o tym nie wie), że jeśli rzeźnik zmieni swą naturę odzyska wzrok.

### Torkenbrand
Torkenbrand – łowca niewolników, na którego oddział natknęli się Eragon i Murtagh wraz z nieprzytomną Aryą podczas wędrówki do Vardenów. Kiedy handlarze odkryli Aryę, Eragon przywołał Saphirę. Na jej widok ludzie Torkenbranda uciekli z przerażeniem, ale on sam został trafiony przez kogoś włócznią w skroń. Nie mógł się ruszyć ani obronić i Murtagh ściął mu głowę. Eragon miał później pretensje do Murtagha, że zabił bezbronnego człowieka.

### Trianna
Trianna – kobieta, która posługuje się magią i działa dla Vardenów. Należy do Du Vrangr Gata. Po zniknięciu Bliźniaków została wyznaczona na przywódczynię tej grupy magów. Na czas bitwy na Płonących Równinach oddaje przywództwo Eragonowi. Walczyła w bitwie na Płonących Równinach i w bitwie o Farthen Dûr. Nosiła złotą bransoletę w kształcie węża o imieniu Lorga. Była wysoka i szczupła, miała ciemne włosy i piękne, błękitne oczy. Prawdopodobnie zakochana w Eragonie.

### Thanebrand Dawca Pierścienia
Thanebrand Dawca Pierścienia – drugi władca Królestwa Broddring, zastąpił na tronie Palancara, zapoczątkowując tym samym królewską dynastię Langfeldów. Przeniósł też stolicę państwa do Ilirei (Urû'baen).

### Vardeni
Vardeni (ang. Vardens) – buntownicy sprzeciwiający się królowi Galbatorixowi. Zostali zorganizowani przez Broma. Pierwszą kryjówką Vardenów był Farthen Dûr, a potem Surda. Znanych jest pięciu przywódców tej organizacji: Brom, Veldon, Deynor, Ajihad i jego córka Nasuada. To właśnie u nich znajduje na początku kryjówkę Eragon, Saphira, Murtagh i Arya. Tam elfka zostaje uleczona przez Vardenów. Do Vardenów należą także krasnoludy, ale nie wszystkie.

### Mieszkańcy Carvahall
| Osoba      | Zawód               | Opis |
| ---------- | ------------------- | --- |
| Albriech   | kowal               | Syn Horsta i Elaine. Miał wyjechać do Feinster, aby zostać mistrzem kowalskim. Odziedziczył krzepką budowę ojca i miodowozłote włosy matki. |
| Albem      | farmer              | Zginął podczas bitwy z żołnierzami i Ra’zacami. |
| Baldor     | kowal               | Syn Horsta i Elaine. |
| Bardrick   |                     | Zginął podczas bitwy z żołnierzami i Ra’zacami. |
| Birgit     |                     | Rudowłosa żona Quimby’ego, córka Mardry. Miała kilku synów, w tym Nolfavrella, i kilka córek. Obwiniała Rorana i Eragona, że jej mąż zginął i został pożarty przez Ra’zaców. |
| Brenna     |                     | Zamarzła w śniegu Kośćca. |
| Brom       | bajarz              | Opowiadał różne historie, legendy i opowieści. Dwa razy opowiedział pojedynek Vraela z Galbatorixem. |
| Byrd       | farmer              | Mąż Feldy i ojciec kilku dzieci. Pełnił wartę zanim został zabity przez Sloana. |
| Calitha    |                     | Żona Thane’a i matka pięciu dzieci. |
| Darmmen    |                     | Jeden z synów Loringa. |
| Delwin     | farmer              | Miał syna, Elmunda, i żonę, Lennę. Jego dom palił się, gdy pijani żołnierze rzucili pochodnię do stodoły. |
| Elaine     |                     | Żona Horsta i matka Albriecha, Baldora i Nadziei. Była brzemienna. W Surdzie chorowała z powodu ciąży. |
| Elmund     |                     | Syn Delwina i Lenny. Zginął w walce o ochronę Carvahall. |
| Eragon     | myśliwy             | Mieszkał razem ze swoim wujem, Garrowem, i kuzynem, Roranem. Pomagał wujowi w polu. Często chodził na polowania. |
| Ethlbert   |                     | Chudy mężczyzna, który powiedział głośno, że są głupcami, kiedy opuszczali Carvahall. Chciał się przedostać do Therinsfordu, jednak nie wiadomo czy mu się to udało. |
| Farold     |                     | Zginął podczas bitwy z żołnierzami i Ra’zacami. |
| Felda      |                     | Matka kilku dzieci i żona Byrda. |
| Fisk       | cieśla              | Miał żonę, Isoldę. Jego dom palił się, gdy pijani żołnierze rzucili pochodnię do stodoły. Uważał, że niepotrzebne zaatakowali żołnierzy i Ra’zaców. Zrobił dla Rorana poczerniały sześciostopowy kij z drewna głogu, a u dołu okuty błękitną stalą zakończoną tępym szpikulcem.                                                                     |
| Garner     |                     | Zginął podczas bitwy z żołnierzami i Ra’zacami. |
| Garrow     | farmer              | Mąż Marian, ojciec Rorana i wuj Eragona. Zabity przez Ra’zaców. |
| Ged        |                     | Zginął podczas bitwy z żołnierzami i Ra’zacami. |
| Gedric     | garbarz             | Walczył w bitwie o obronę Carvahall. Był niski i śniady, z potężną szczęką i nisko zarysowanymi brwiami, jego ręce były mocno umięśnione. Od niego Eragon ukradł trzy skóry wołu, które posłużyły do budowy siodła dla Saphiry; Eragon zapłacił za skóry jedną kulą ze złota. Jego ojciec nazywał się Ostven.                                       |
| Gertrude   | uzdrowicielka       | Była wioskową uzdrowicielką w Carvahall. Leczyła bardzo dobrze i chciała poznać zielarkę Angelę. |
| Hale       |                     | Zginął podczas bitwy z żołnierzami i Ra’zacami. |
| Hamund     |                     | Syn Loringa. |
| Hida       |                     | Zamarzła w śniegu Kośćca. |
| Horst      | kowal               | Mąż Elaine i ojciec Albriecha, Baldora i Nadziei. |
| Ismira     |                     | Żona Sloana i matka Katriny. Popełniła samobójstwo w Kośćcu. |
| Isold      |                     | Żona Fiska. |
| Ivor       | farmer              | Siostrzeniec Svarta. Został w Carvahall razem z wujem. Nie miał dzieci. |
| Katrina    |                     | Córka Sloana i Ismiry. Kochała się w Roranie, z którym potem wzięła ślub. Przez swojego ojca została porwana przez Ra’zaców. |
| Kelby      |                     | Zginął podczas bitwy z żołnierzami i Ra’zacami. |
| Kiselt     | farmer              | Uważał, że zaatakowanie żołnierzy było głupie. |
| Knute      |                     | Został z rodziną w Carvahall. |
| Larn       |                     | Najmłodszy syn Loringa. |
| Lenna      |                     | Żona Delwina i matka Elmunda. |
| Loring     | piekarz potem szewc | Stary piekarz, jednak potem pracował jako szewc. Miał trzech synów: Hamunda, Darmmena i Larnego. Poszedł razem z Horstem, żeby odzyskać ciało Quimby’ego od Ra’zaców. |
| Mandel     |                     | Najstarszy syn Feldy i Byrda. Zaczął grać z marynarzami o potrzebne dla rodziny przedmioty. |
| Marian     |                     | Żona Garrowa, matka Rorana i ciotka Eragon. Umarła. |
| Melkolf    |                     | Zginął podczas bitwy z żołnierzami i Ra’zacami. |
| Morn       | karczmarz           | Właściciel karczmy, usługiwał w niej. Miał żonę, Tarę. |
| Nesbid     |                     | Zamarzł w śniegu Kośćca. |
| Nolla      |                     | Matka kilku dzieci. |
| Nolfavrell |                     | Syn Quimby’ego i Birgit. Miał około trzynastu lat. Miał kilka braci i sióstr. Zabił żołnierza, którego potem dźgał w pierś i cicho płakał. |
| Odele      |                     | Młoda przyjaciółka Katriny. Zalecał się do niej jeden z ludzi Torsona, Frewin. |
| Orval      | farmer              | Walczył w obronie Carvahall. Prawdopodobnie jako dziesięciolatek ścinał drzewo szybciej niż w godzinę. |
| Parr       |                     | Zginął przez wybuch z fiolki Ra’zaca. Jego rodzina została w Carvahall. |
| Quimby     | farmer piwowar      | Miał żonę, Birgit, kilku synów, w tym Nolfavrella, i kilka córek. Zawsze wtrącał się do wszystkiego, pilnując, aby inni zachowywali się jak należy. Zginął, gdy chciał uspokoić żołnierzy w karczmie Morna, od uderzenia dzbankiem w skroń, którym rzucił jeden z żołnierzy. Ra’zacowie wzięli jego ciało, zjedli mięso i szpik, i zostawili kości. |
| Ridley     | farmer              | Był zły, że Roran z innymi zaatakował żołnierzy i Ra’zaców. Zabrał bydło w podróż przez Kościec. |
| Roran      | pomocnik młynarza   | Syn Garrowa i Marian, kuzyn Eragona. Pomagał swojemu ojcu w polu. Zakochał się w Katrinie, z którą się potem ożenił. Przekonał prawie wszystkich mieszkańców do opuszczenia wioski i wyruszenia do Surdy. |
| Sloan      | rzeźnik             | Syn Aldena, mąż Ismiry i ojciec Katriny. Nienawidził Kośćca, w której zginęła jego żona. Nie zgadzał się na ślub Rorana z Katriną. |
| Southwell  |                     | Utonął w spływającym z lodowca strumieniu. |
| Svart      |                     | Najstarszy mężczyzna Carvahall i niemal sześćdziesięcioletni wuj Ivora. Posiadał długą, siwą brodę. Został w miasteczku razem z siostrzeńcem. |
| Tara       | karczmarka          | Żona Morna. Wysoka, silna kobieta o czarnych włosach przetykanych siwizną i mocarnych rękach. Pomagała w karczmie męża. |
| Thane      | farmer              | Oskarżył Albriecha o kradzież kosy. Miał żonę, Calithę, oraz piątkę dzieci. Był zły, że niektórzy mieszkańcy zaatakowali żołnierzy. Potem dziękował Roranowi, że ich zaatakowali. |
| Wayland    |                     | Mężczyzna, który nie chciał wejść na statek, bardzo się przed tym opierał. |
| Wyglif     |                     | Zginął podczas bitwy z żołnierzami i Ra’zacami. |

## Elfy

### Islanzadí
Islanzadí – królowa elfów, matka Aryi i żona Evandara. Miała charakter dumny, władczy i namiętny. Potrafiła używać czarów.
Opis Islanzadí: "Była piękna jak jesienny zmierzch, dumna i wyniosła. Ciemne brwi wznosiły się na jej czole, przywodząc na myśl ptasie skrzydła, usta miała czerwone niczym jagody ostrokrzewu. Czarne jak noc włosy okalał diamentowy diadem. Była ubrana w szkarłatną tunikę przepasaną pasem z plecionego złota, a jej ramiona pokrywał aksamitny, spięty pod szyją płaszcz, opadający na ziemię łagodnymi falami. Mimo imponującego wyglądu sprawiała wrażenie kruchej, jakby kryła w sobie ogromny ból." Została zabita przez lorda Barsta.

### Tarmunora
Tarmunora – prawdopodobna ojcowska prababka Aryi. Należała do jednego z kilku królewskich rodzin w Ellesmérze, z domu Dröttningu. Była królową elfów gdy pakt między elfami a smokami został zawarty. Była poprzedniczką królowej Dellanir, sugerowała, że ona jest Dröttningu. Jednakże według prawa elfów mogła oddać tron innej królewskiej rodzinie.

### Dellanir
Dellanir – babka Aryi ze strony ojca. Była królową elfów za panowania króla Palancara i kiedy ludzie zostali przyłączeni do paktu między elfami a smokami. Wiadomo, że pokłóciła się z Anurinem, przywódcą Jeźdźców. Kłótnia stała się tak wielka, że Anurin odłączył się od państwa elfów i ustanowił Jeźdźców na Vroengardzie. Później zrzekła się tronu by poświęcić życie nauce czarów. Zatem oddała tron swojemu synowi, Evandarowi.

### Evandar
Evandar – mąż Islanzadí, ojciec Aryi i syn Dellanir. Został zabity w bitwie pod Ilireą (poprzednia nazwa Uru’baenu).

### Vanir
Vanir – młody elf z czarnymi włosami. Oromis wysłał Eragona by pojedynkował się z nim co poranek podczas jego pobytu w Du Weldenvarden przez jedną godzinę jako część szkolenia. Był często niegrzeczny i złośliwy w stosunku do Eragona, który nie mógł pokonać go w szermierce. Vanir mówił, że Eragon nie zasługuje na miano Smoczego Jeźdźca. Dopiero po Święcie Przysięgi Krwi, gdy nastąpiła przemiana Eragona, chłopak dzięki nowo nabytym zdolnościom był w stanie pokonać Vanira. Wtedy ten przeprosił za swoje wcześniejsze zachowanie i wyjawił, że jego niechęć do młodego Jeźdźca wynikała z nadziei Vanira na to, że nowym Jeźdźcem po stuletniej przerwie zostanie elf, a nie człowiek.

### Ceranthor
Ceranthor – elficki lord, doradca królowej Turmunory podczas Wojny Smoków (ang. The Dragon Wars).

### Blödhgarm
Blödhgarm – władający magią elf, którego ciało całkowicie porasta granatowoczarne futro. Ma żółte oczy, szpony zamiast paznokci i otacza go bardzo zmysłowy piżmowy zapach. Syn Idrila Pięknego, wraz z jedenastoma innymi elfami został wysłany do Surdy aby wspierać i chronić Eragona i Saphirę. Jego imię znaczy: Krwawy Wilk.

### Rhunön
Rhunön – elfia kowalka. Wykuła wszystkie miecze Smoczych Jeźdźców. Po zdradzie Morzana i Zaprzysiężonych złożyła przysięgę, że „nie wykuje już żadnego miecza”. Jednakże gdy Murtagh zabrał Zar’roca, Eragon poprosił ją, aby wykuła mu nowy miecz. Aby nie złamać przysięgi, Rhunön połączyła swój umysł z umysłem chłopca i jego rękami stworzyła nowy miecz (Brisingr).

### Wyrden
Wyrden – władający magią elf. Był jednym z elfów wysłanych przez królową Islanzadí do ochrony Eragona i Saphiry. Wraz z elfką Aryą, jeźdźcem Eragonem, zielarką Angelą i kotołakiem Solembumem został wybrany do zadania przeniknięcia do Dras-Leony celem otwarcia bram miasta by Vardeni mogli przejąć miasto. Zginął nabity na kryształowe kolce w podziemiach Dras-Leony.

## Kotołaki

### Solembum
Solembum – przedstawiciel rasy kotołaków podróżujący z zielarką Angelą. Wyglądem przypomina on kota. Potrafił się także zamienić w małego chłopca. Walczył w formie ludzkiej w bitwie o Farthen Dûr i prawdopodobnie na Płonących Równinach.
Kotołak odzywa się do Eragona, gdy ten przychodzi do kramu zielarki. Daje Eragonowi radę, która brzmi:
Słuchaj uważnie, a powiem ci dwie rzeczy. Kiedy nadejdzie czas i będziesz potrzebował broni, szukaj pod korzeniami drzewa Menoa. A gdy wszystko wyda się stracone, a twoja moc nie wystarczy, idź pod skałę Kuthian i wymów swe imię, by otworzyć Kryptę Dusz.
Później okazuje się, że Solembumowi nie chodziło o miecz lub inny rodzaj broni, ale o jasnostal, z której Rhunön wykuwa miecze Jeźdźców.
Inną osobą, do której odezwał się kotołak była kobieta o imieniu Selena – matka Eragona oraz ślepy żebrak.

### Maud
Maud – kotołaczka z Ellesméry. Znana również pod imionami Szybkołapa, Tancerka Snu, Obserwatorka. Zna się z Solembumem, ale w przeciwieństwie do niego nie poszukuje towarzystwa ludzi.

### Grimrr Półłapy
Król kotołaków, który zaoferował swoją pomoc Vardenom w walce z Imperium. Grimrr był pozbawiony dwóch palców. Żywił urazę do Angeli, po tym gdy przyłapała go jak znęcał się nad ptakiem w lasach Du Weldenvarden. Za karę rzuciła na niego czar powodujący tygodniowe ćwierkanie zastępujące jego miauczenie.

## Zwolennicy Galbatorixa

### Bliźniacy
Bliźniacy (ang. The Twins) – magowie. Bardzo do siebie podobni. Walczyli w bitwie o Farthen Dûr. Gdy poszli z Murtaghiem do tunelu na zwiad, porwali go i zniknęli. Z tuneli wyszły urgale i zaatakowały. Wszyscy myśleli, że urgale porwały Bliźniaków i Murtagha. Bliźniacy okazali się zdrajcami i szpiegami Galbatorixa. Zostali zabici przez Rorana młotem podczas bitwy na Płonących Równinach.

### Cienie
Durza – Cień, który służył Galbatorixowi. Miał czerwone oczy i takie same włosy oraz skórę naciągniętą, jakby bezpośrednio na kości.
Kiedyś nazywał się Carsaib, należał do plemienia nomadów na Pustyni Hadarackiej, został jednak wygnany za krzywoprzysięstwo ojca, który razem z matką zostali potem zabici przez rozbójników. Życie uratował mu czarnoksiężnik Haeg, który potem przyjął go na naukę. Po zamordowaniu Haega przez bandytów, wściekły Carsaib wezwał duchy silniejsze od niego, które go opętały. W ten sposób stał się Cieniem. Durza był przywódcą urgali, które przed bitwą na Płonących Równinach sprzymierzyły się z Surdą. Miał pod swoją władzą również Ra’zaców. Bronią Durzy był miecz o jasnej klindze, na którym widniała długa, pionowa szrama. Pozostawił ją tam Ajihad, kiedy podczas walki z Cieniem próbował przebić jego serce.
Durza na rozkaz Galbatorixa próbował przejąć smocze jajo przewożone przez elfkę Aryę. Gdy mu się to nie udało, uwięził ją. Tuż przed pojmaniem Arya przy pomocy magii wysłała jajo do Kośćca, w którym polował Eragon. Z jaja wykluła się smoczyca Saphira.
Po raz pierwszy Eragon spotkał Durzę w Gil’eadzie, w którym Cień więził elfkę. Podczas starcia Murtagh wystrzelił z łuku strzałę, która trafiła Durzę między oczy. Lecz, jak się później okazało, unicestwiło to tylko jego cielesną powłokę, nie zabijając go. Cienie można bowiem zabić jedynie przeszywając ich serce.
Durza został ostatecznie zabity przez Eragona podczas bitwy o Farthen Dûr w Smoczej Twierdzy pchnięciem miecza otoczonego ogniem prosto w jego serce. Wtedy z ciała Durzy odleciały trzy zjawy, a on sam zniknął – nie miał ciała, pod skórą były tylko wirujące linie ciemności. Przedtem jednak pozostawia na plecach Eragona potężną bliznę, a już po śmierci resztki umysłu czarnoksiężnika próbują opanować umysł młodego Smoczego Jeźdźca, lecz wtedy z pomocą Eragonowi przybywa Oromis.
Varaug – Cień stworzony podczas walki o Feinster. Gdy wojsko przegrywało, magowie wezwali bardzo potężne duchy, które opętały jednego z nich. Varaug był potężniejszy niż Durza, ale w ostateczności ginie, gdy Eragon unieruchamia go umysłowo, a Arya przebija mu serce.

### Morzan
Morzan – jeden z najwierniejszych sług króla Galbatorixa. Miał czerwonego smoka, podobnie jak jego syn, Murtagh. Był najsilniejszy z Zaprzysiężonych. Posiadał miecz, Zar’roca, o czerwonej klindze. Morzan w napadzie wściekłości rzucił go w Murtagha, który miał bliznę na plecach. Miecz wykuła elfka, Rhunön.
Morzan był wybrany na Jeźdźca mniej więcej w tym samym czasie co Brom – jego przyjaciel. Niestety zbuntował się i wiernie służył Galbatorixowi.
Tak dokładnie nie wiadomo co się stało, ale Morzan gdzieś spotkał Galbatorixa. Był za silny i łatwo by go pokonał, ale nie umysłem. Psychicznie był chwiejny, a na to Galbatorix czekał najbardziej. Morzan pierwszy dopuścił się zdrady – w nocy otworzył drzwi cytadeli Ilirea zwanej później Uru’baen i porwał pisklę smoka. Ukryli się w miejscu, gdzie nie zapuszczali się stróże sprawiedliwości i razem z Galbatorixem nauczyli się korzystać z najgorszych zaklęć czarnej magii, po czym wrócili i zniszczyli Jeźdźców.
Prawie sześćdziesiąt lat przed narodzinami Eragona Vardeni wykradli jajo Saphiry ze skarbca Galbatorixa, lecz ów Varden zaginął. Rozpoczęła się mordercza walka o jajo. Kto pierwszy je znalazł, ten przeważał szalę zwycięstwa dobra lub zła. Imperium miało na celu jajo odnaleźć i znaleźć właściciela jaja, który byłby po ich stronie, a Vardenom o to by przekazać jajo dziedzicowi, który odrodzi Smoczych Jeźdźców i położy kres Imperium. Brom stał na czele sił, które miały znaleźć jajo podobnie jak Morzan. Obaj odnaleźli je w dokładnie tym samym momencie i w tym samym punkcie Alagaësii. Była to miejscowość Gil’ead. Obydwaj też tam pospieszyli. Traf sprawił, że spotkali się tam obydwaj. Ich temperamenty i nienawiść doprowadziły do finalnego starcia. Po zaciętej walce Morzan przegrał bitwę i zginął, a jedynym śladem po nim był Zar’roc. Morzan jako jedyny miał dziecko, ożenił się z Seleną. W końcu został tylko jeden syn – Murtagh. Był jedynym z Zaprzysiężonych, który się ożenił.

### Ra’zac
Ra’zac – straszliwe istoty będące pod władzą Galbatorixa, który wysłał je na poszukiwanie Eragona. Były to istoty bardzo silne. Miały wyłupiaste oczy i zakrzywione dzioby zamiast ust. Po dwudziestu latach od wyklucia, podczas pierwszej pełni przeobrażają się w istoty zwane „Lethrblaka”. Kryjówką Ra’zaców jest Helgrind.
Istoty na których jeżdżą Ra’zacowie to Lethrblaki – ich rodzice.
Ra’zacowie przybywają do Carvahall, wypytując o niebieskie jajo. Od Sloana dowiadują się, że jajo ma Eragon. Niszczą farmę Garrowa i zabijają go. Eragonowi udaje się uciec. Piętnastoletni wówczas Eragon wyrusza by pomścić wuja i zabić potwory. W międzyczasie dołącza do niego Brom. Ra’zacowie zaskakują Eragona atakiem niedaleko Dras-Leony. Brom zostaje przez nich ciężko raniony, a później umiera.
Potem Ra’zacowie napadają razem z żołnierzami Galbatorixa na Carvahall. Zabijają kilka osób i porywają Katrinę ze Sloanem. Gdy mieszkańcy Carvahall uciekają, Ra’zacowie szukają ich, ale nie udaje im się to. Roran chce uwolnić z ich rąk Katrinę oraz pomścić ojca. Eragon obiecuje mu pomoc.
Zostają zabici w Helgrindzie wraz z Lethrblakami przez Eragona i Rorana. A z ich twierdzy zostaje uwolniona Katrina i jej ojciec, Sloan, którego Ra’zacowie oślepili.

### Zaprzysiężeni
Zaprzysiężeni (ang. Forsworn) – zwani też Trzynaścioro Sług. Jeźdźcy, którzy zaprzysięgli słowami pradawnej mowy wierność Galbatorixowi, który zdradził Smoczych Jeźdźców. Jednym z trzynastu Zaprzysiężonych był Morzan, ojciec Murtagha, a także Kialandi.